# 科爾帕皮特山
11°28′00″S 76°22′23″W / 11.46667°S 76.37306°W
科爾帕皮特山（Qullpa P'iti），是秘魯的山峰，位於該國中部胡寧大區和利馬大區，由馬爾卡波馬科查區和瓦羅斯區負責管轄，屬於安地斯山脈的一部分，海拔高度4,800米。